# Eliane (cantante)
Eliane Müller (Hochdorf, 28 giugno 1990) è una cantante svizzera.

## Biografia
Eliane è salita alla ribalta nel 2012 con la sua partecipazione al talent show Die grössten Schweizer Talente, dove ha cantato accompagnandosi al suo pianoforte fino a raggiungere la finale; qui ha vinto il televoto, e quindi l'intero programma, con un netto vantaggio.
Il suo album di debutto Like the Water è uscito a maggio 2012. Ha debuttato alla 4ª posizione della Schweizer Hitparade e ha venduto più di 30 000 copie a livello nazionale, ottenendo un disco di platino dalla IFPI Schweiz. Alla fine dello stesso anno, ha conseguito la sua laurea in Scienze delle Comunicazioni a Lugano.
Il secondo album Venus & Mars è uscito l'anno successivo, e ha ottenuto un disco d'oro con 15.000 unità di vendita in Svizzera. Ha piazzato tutti e cinque i suoi album pubblicati negli anni 2010 nella top 5 della classifica svizzera, fra cui Slow Motion, che ha raggiunto il primo posto nel 2017.

## Discografia

### Album
- 2012 - Like the Water
- 2013 - Venus & Mars
- 2014 - Bright Lights
- 2017 - Slow Motion
- 2019 - Eliane

### Singoli
- 2012 - Like the Water
- 2012 - Tik Tok
- 2012 - Love Love Love
- 2013 - Venus & Mars
- 2013 - Take My Heart
- 2013 - Call Me Baby
- 2018 - Strangers